# Calle de Provenza (Barcelona)
La calle de Provenza es una calle del Ensanche de Barcelona. Recibe su nombre por Provenza, antigua región del sudeste de Francia. Aparece como la calle letra J en el Plan Cerdá. Su denominación actual ya aparece en la propuesta de rotulación de las calles del Ensanche que hizo el escritor, periodista y político barcelonés Víctor Balaguer. El nombre propuesto por Balaguer fue aprobado en 1865. Corren paralelas la calle del Rosellón inmediatamente al norte y la calle de Mallorca inmediatamente al sur.